# Asuki Ōishi
Asuki Ōishi (japanisch 大石 明日希 Ōishi Asuki; * 14. Dezember 1991 in der Präfektur Shizuoka) ist ein ehemaliger japanischer Fußballspieler.

## Karriere
Ōishi erlernte das Fußballspielen in der Schulmannschaft der Shimada Technical High School und der Universitätsmannschaft der Hamamatsu-Universität. Seinen ersten Vertrag unterschrieb er 2013 bei Zweigen Kanazawa. Der Verein spielte in der dritthöchsten Liga des Landes, der Japan Football League. Am Ende der Saison 2013 stieg der Verein in die J3 League auf. 2014 wurde er mit dem Verein Meister der J3 League und stieg in die J2 League auf. Für den Verein absolvierte er 27 Ligaspiele. Ende 2015 beendete er seine Karriere als Fußballspieler.